# Kay Bluhm
Kay Bluhm (n. 13 octombrie 1968, Brandenburg an der Havel, Potsdam District⁠(d), RDG) este un caiacist ce a reprezentat Germania, medaliat olimpic. A participat la 3 ediții ale Jocurilor Olimpice (1988, 1992, 1996) în care a câștigat 3 medalii de aur, o medalie de argint și o medalie de bronz.